# Pocket PC

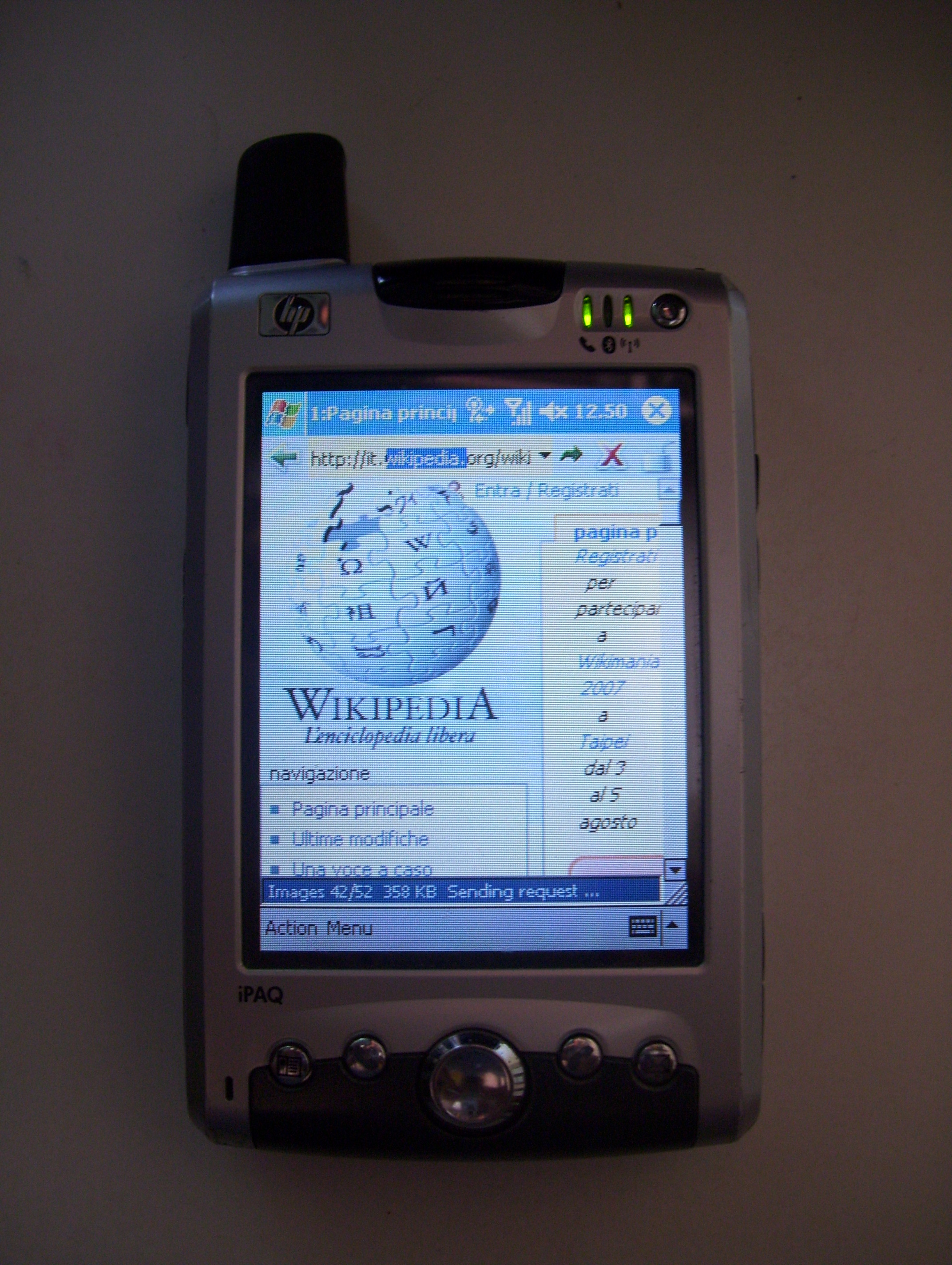
Un Pocket PC HP iPAQ h6340 mentre visualizza la home page di Wikipedia in lingua italiana

Pocket PC è il termine con cui Microsoft ha identificato la propria linea di computer palmari. I Pocket PC sono computer di piccole dimensioni che adottano come sistema operativo una versione modificata di Microsoft Windows chiamata Windows CE. Esistono diverse versioni del sistema operativo, secondo le diverse esigenze dell'utenza.
Alcuni dispositivi integrano funzionalità di telefono cellulare: la versione Pocket PC con supporto GSM e UMTS è chiamata Windows Mobile Phone Edition.
Uno dei motivi che hanno spinto maggiormente la diffusione dei Pocket PC è la possibilità di utilizzarli come navigatori satellitari (GPS).
Erano disponibili numerose applicazioni installabili, di cui alcune gratuite (freeware).
Dal rilascio di Windows Phone nel 2010, il termine Pocket PC è stato dismesso.

## Microsoft e Pocket PC
Secondo l'ideologia di Microsoft, il Pocket PC è un "dispositivo portatile che permette agli utenti di ricevere e inviare e-mail, gestire rubriche personali, gestire appuntamenti, riprodurre file multimediali, usare videogiochi, navigare in Internet e altro."
Qualsiasi dispositivo che viene classificato come Pocket PC deve attenersi a diversi requisiti:
- Deve eseguire il sistema operativo Microsoft Windows CE (versione PocketPC);
- Deve aver installato nella memoria ROM una serie di applicativi standard;
- Deve includere un touch screen;
- Deve includere un pad direzionale o touchpad;
- Deve essere basato su una CPU ARM (versione 4 o compatibile) o processori Intel XScale (La prima generazione di Pocket PC era dotata di processori MIPS o SH3).

## Differenti versioni di Pocket PC
Alla fine del 2005 è stato introdotto sul mercato Windows Mobile 5.
Le principali novità sono un diverso sistema di gestione della memoria (denominato "persistent storage"), nuove versioni delle applicazioni Office che permettono di visualizzare e modificare file e documenti creati da un PC classico, maggiore possibilità di personalizzazione da parte dei produttori di Pocket PC.

## Produttori
I Pocket PC sono prodotti da diverse aziende: si distinguono per la loro popolarità la HP (con gli iPAQ), Toshiba, ViewSonic, Dell, Fujitsu Siemens Computers, Qtek, I-mate, HTC, Mitac (con i Mio Technology), ASUS e Acer.

## Prezzi
Il prezzo di questi dispositivi varia a seconda delle caratteristiche hardware di ognuno: si parte da un minimo di 150€ fino ad arrivare ai 1000€.